# Slézovec durynský
Slézovec durynský (Lavatera thuringiaca) je vzrůstná, vytrvalá, planě rostoucí rostlina, jediný druh rodu slézovec který v české přírodě roste. Areál jeho výskytu zaujímá euroasijskou oblast rozprostírající se od Střední Evropy po Střední Asii s arelou v okolí pohoří Altaje. Druhotně byl v Evropě rozšířen do jižní a západní Skandinávie a byl také zanesen jako nepůvodní druh do Severní a Jižní Ameriky.

## Výskyt
V České republice, přes kterou prochází západní hranice jeho rozšíření, se vyskytuje převážně v teplých oblastech, hlavně v kolinních polohách. V Čechách jej lze nalézt v Podkrušnohorské pánvi a Polabí, na Moravě v okolí Hranic, Olomouce, Mikulova, Vyškova a Znojma. Za původní je někdy považován pouze výskyt na Moravě.

## Ekologie
Slézovec durynský je heliofyt, který preferuje suché půdy bohaté na minerály a snáší i zvýšený obsah soli. Roste na osluněných stanovištích podél lesů a v křovinatých stráních, na okrajích obdělávaných polí i úhorů, na silničních i železničních náspech, rumištích a rozličných ruderalizovaných stanovištích. Je to hemikryptofyt, který má přes zimu obnovovacími pupeny při povrchu země pod odumřelými listy a zbytky lodyhy.

## Popis
Vytrvalá rostlina s chlupatou lodyhou vysokou 50 až 150 cm, která roste z hluboko sahajícího kůlovitého kořene. Přímá, oblá, větvená a ve spodní části dřevnatějící lodyha je střídavě porostlá listy s dlouhými řapíky a s opadavými palisty. Listy jsou oboustranně chlupaté, spodní a střední jsou srdčitě okrouhlé a pětičetně dlanitě laločnaté, horní jen trojčetně.
Oboupohlavné květy, mající v průměru 5 až 7 cm, vyrůstají na dlouhých stopkách jednotlivě v úžlabí horních listů a na konci lodyhy jsou nahloučeny v hroznovitém květenství. Pět vytrvalých kališních lístků je od spodu do poloviny srostlých, stejně jako tři drobné lístky kalíšku. Koruna, asi třikrát delší než kalich, má pět obvejčitých lístků které jsou světle nebo tmavě růžové, u báze klínovitě zúžené, krátce srostlé a nahoře vykrojené.
V květu je mnoho jednobratrých tyčinek s prašníky s jedním pylovým váčkem a jsou nitkami srostlé okolo semeníku do trubky. Svrchní vícepouzdrý semeník nese četné srostlé čnělky s bliznami. Pro podporu opylení cizím pylem dozrávají prašníky květu dříve než jeho blizny. Pokud ale k opylení nedojde, po několika dnech se blizna opylí vlastním pylem. Květy postupně rozkvétají od června do září a jsou opylovány hmyzem přilétajícím pro nektar. Ploidie druhu je 2n = 44.
Na rostlině po opylení průběžně dozrávají poltivé plody diskovitého tvaru. Ty se rozpadají obvykle na 18 až 24 ledvinovitých plůdku obsahující hladká semena, kterými se tato rostlina rozmnožuje.

## Taxonomie
Druh se v evropské floře vyskytuje ve dvou poddruzích:
- slézovec durynský pravý (Lavatera thuringiaca subsp. thuringiaca) – roste v České republice
- Lavatera thuringiaca L. subsp. ambigua – roste v Itálii a na jihozápadě Balkánského poloostrova

## Ohrožení
Slézovec durynský patří mezi mizející rostliny české květeny a byl proto v „Červeném seznamu cévnatých rostlin České republiky“ zařazen mezi vzácnější taxony vyžadující pozornost (C4a).

## Galerie

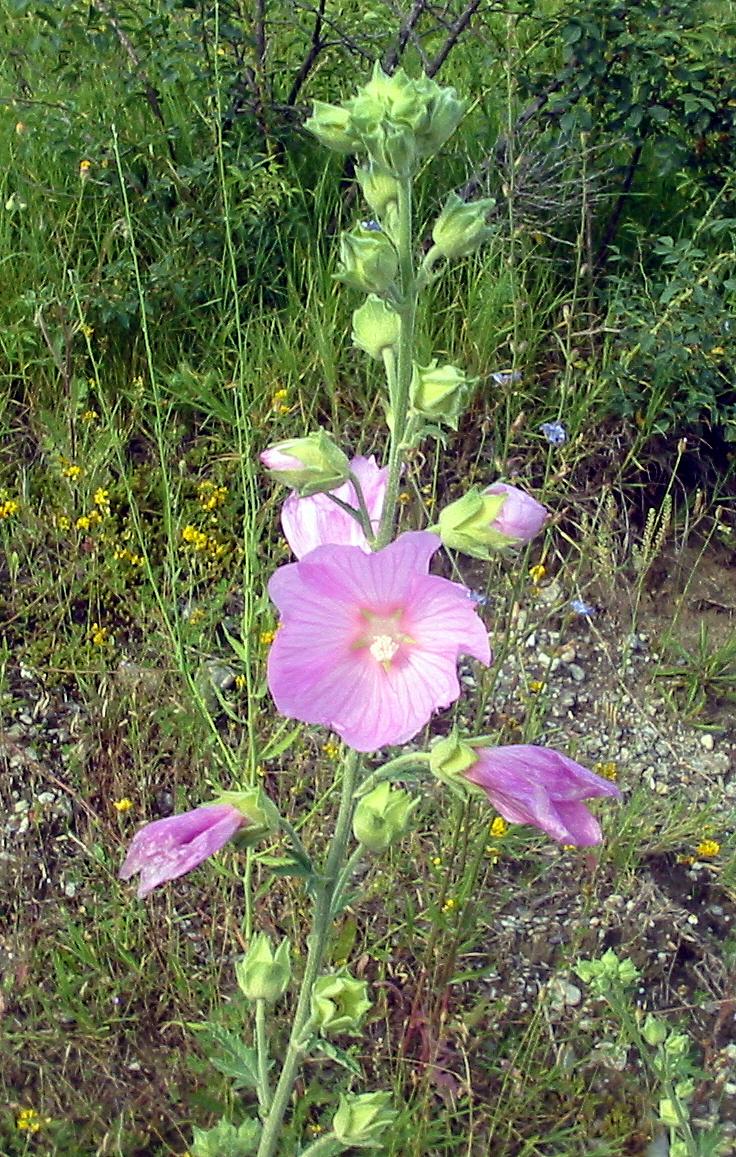
Lodyha
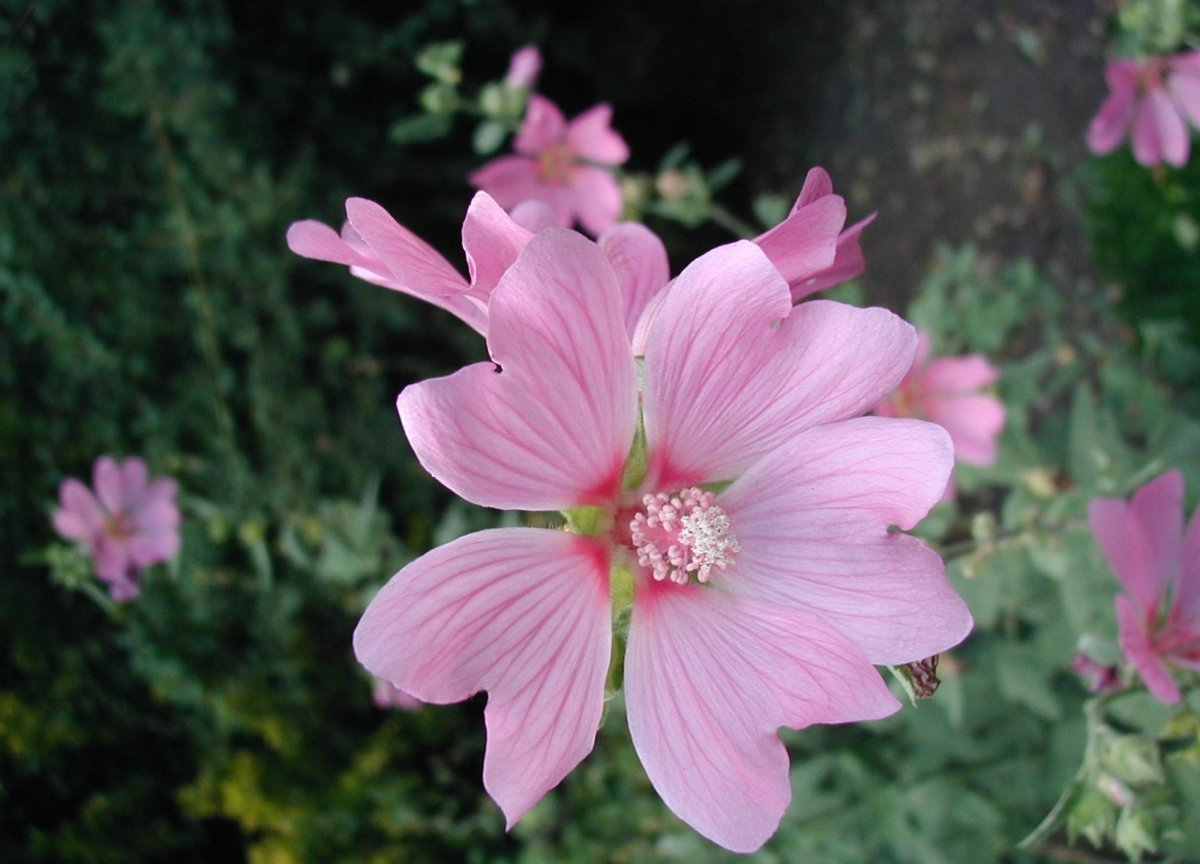
Květ
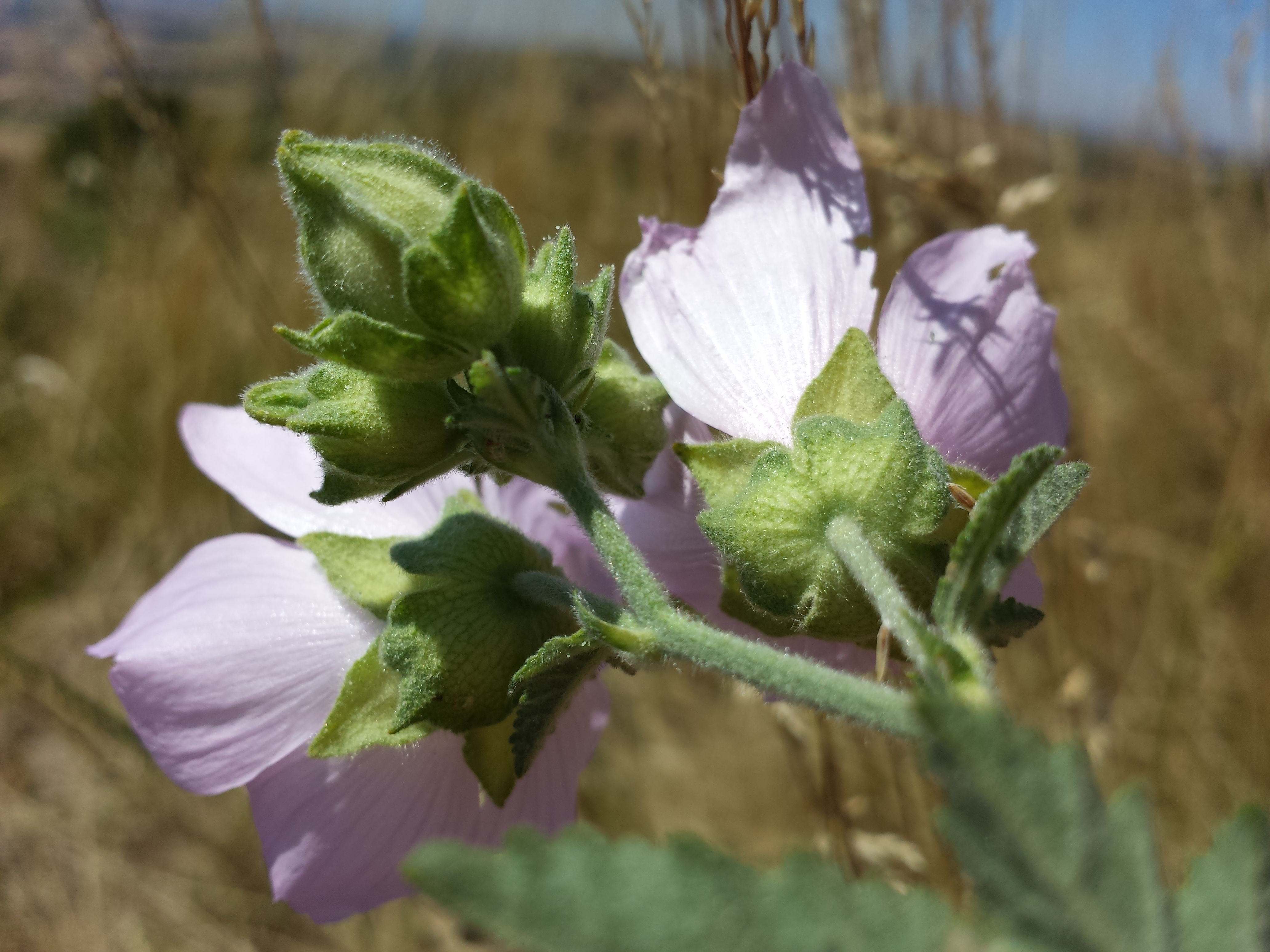
Kalich a kalíšek